# اببتس برومبلی
اببتس برومبلی (به انگلیسی: Abbots Bromley) یک روستا و محله مدنی در بریتانیا است که در استافوردشر شرقی واقع شده‌است.

## جستارهای وابسته

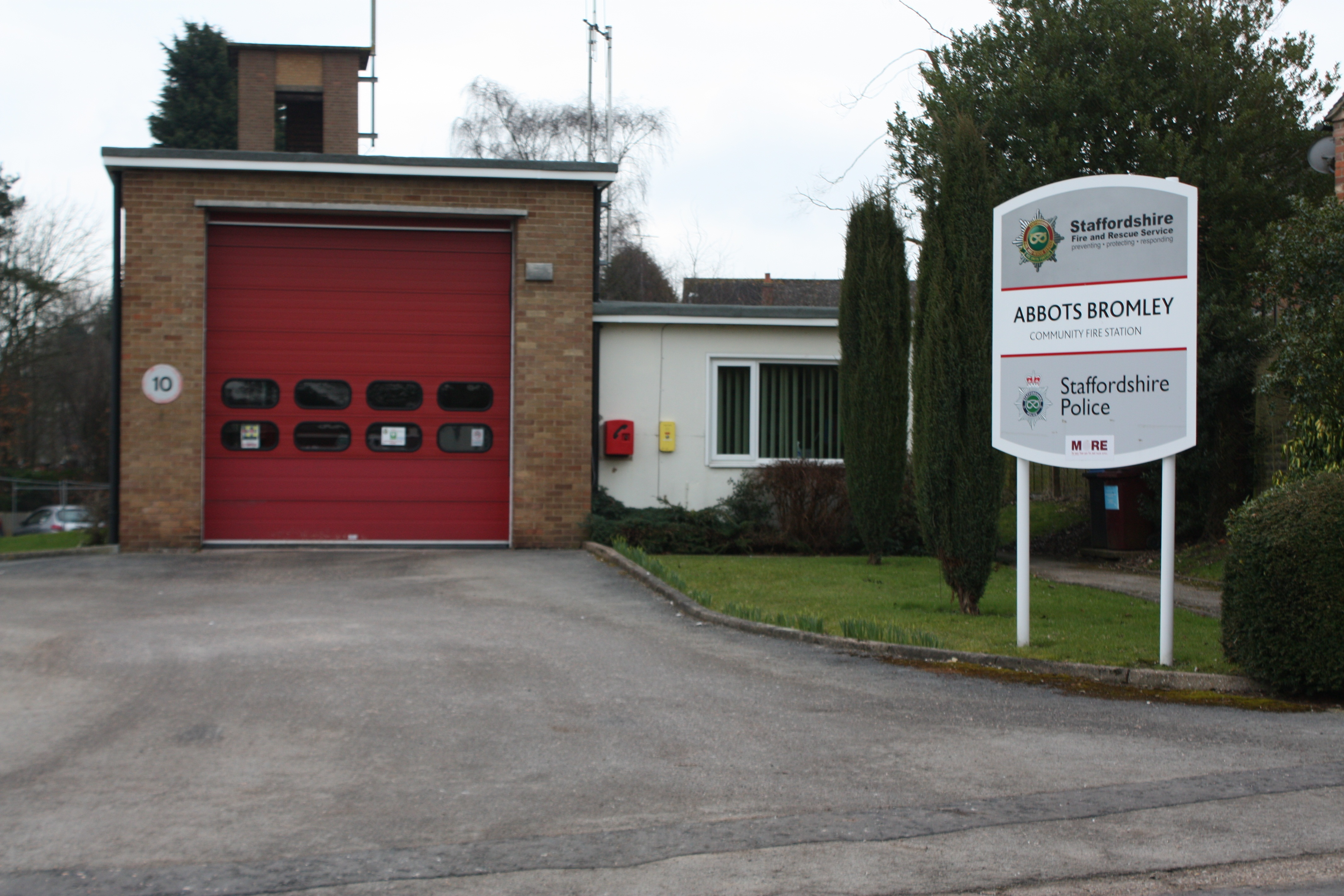